# Dolichopeza bispinula
Dolichopeza bispinula är en tvåvingeart som först beskrevs av Alexander 1929.  Dolichopeza bispinula ingår i släktet Dolichopeza och familjen storharkrankar. Inga underarter finns listade i Catalogue of Life.